# Jaroslav Řídký

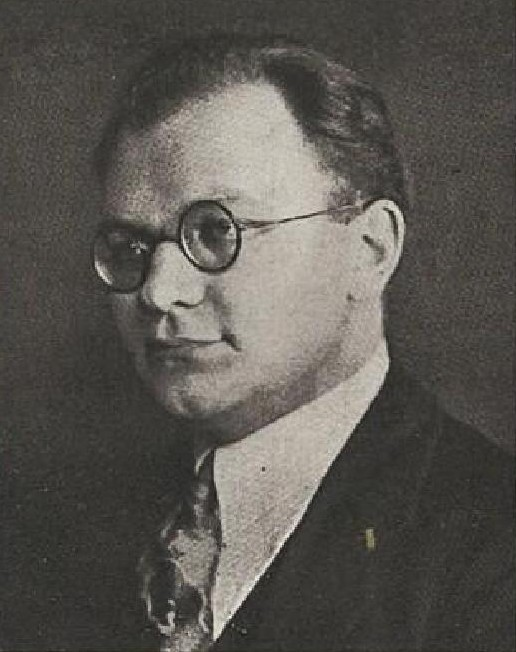
Jaroslav Řídký (1897–1956)

Jaroslav Řídký (* 25. August 1897 in Reichenberg; † 14. August 1956 in Poděbrady) war ein tschechischer Komponist.
Řídký studierte am Prager Konservatorium bei Josef Bohuslav Foerster, Karel Boleslav Jirák und Jaroslav Křička. Er unterrichtete hier 1924 bis 1949, daneben war er 1924 bis 1938 Harfenist der Tschechischen Philharmonie und 1925 bis 1930 Chordirigent des Philharmonischen Orchesters.
Er komponierte sieben Sinfonien und eine Sinfonietta, eine Streicherserenade, ein Violin-, ein Klavier- und zwei Cellokonzerte, kammermusikalische Werke, Klavierstücke, Kantaten und Volksliedbearbeitungen.